# Solar Crisis
Pour plus de détails, voir Fiche technique et Distribution.
Solar Crisis est un film de science-fiction nippo-américaine réalisé par Richard C. Sarafian, sorti en 1990. Richard C. Sarafian a renié ce film en créditant au générique Alan Smithee.

## Synopsis
Les scientifiques ont prévu une gigantesque éruption solaire qui pourrait toucher la Terre avec des conséquences désastreuses. Un équipage d'astronautes est envoyé à bord d'une navette spatiale vers le Soleil pour y larguer une bombe capable de dévier la trajectoire de l'éruption solaire et ainsi épargner la Terre…

## Fiche technique
- Titre : Solar Crisis
- Réalisation : Richard C. Sarafian (crédité en tant que Alan Smithee)
- Scénario : Joe Gannon, Tedi Sarafian (crédité en tant que Crispan Bolt), d'après le roman de Takeshi Kawata
- Production : Richard Edlund, Morris Morishima, James Nelson, Tsuneyuki Morishima, Joan McCormick-Cooper, Takeshi Kawata, Takehito Sadamura, Barbara Nelson
- Musique : Maurice Jarre
- Photographie : Russell Carpenter
- Montage : Richard Trevor
- Direction artistique : George Jenson
- Chef décorateur : John P. Bruce, Donna Stamps
- Costumes : Robert Turturice
- Pays d'origine : Japon/États-Unis
- Langue : anglais
- Genre : science-fiction
- Durée : 112 minutes
- Dates de sortie : 
  - 14 juillet 1990  Japon
  - 11 juin 1994  Corée du Sud
  - 12 janvier 1996  Portugal

## Distribution
- Tim Matheson : Steve Kelso
- Charlton Heston (VF : Jean Davy) : Amiral Skeet Kelso
- Peter Boyle : Arnold Teague
- Jack Palance : Travis
- Dorian Harewood : Borg
- Paul Williams : Freddy la Bombe (voix)
- Brenda Bakke : Claire Beeson
- Michael Berryman : Matthew
- Roy Jenson : patron du bar
- Paul Koslo : Haas
- Larry Duran : un bandit

## Distinctions

### Nomination
- Saturn Award 1994 : 
  - Meilleurs effets spéciaux (Richard Edlund)